# Himna Badena
Badnerlied (Pjesma Badenca) je himna Badena. Riječi je napisao Joseph Victor von Scheffel 1865. godine.

## Tekst
Das schönste Land in Deutschlands Gau’n,
das ist mein Badnerland.
Es ist so herrlich anzuschaun
und ruht in Gottes Hand.
Refrain:
D’rum grüß ich dich mein Badnerland,
du edle Perl’ im deutschen Land.
frisch auf, frisch auf; frisch auf, frisch auf;
frisch auf, frisch auf mein Badnerland.
In Karlsruh’ ist die Residenz,
in Mannheim die Fabrik.
In Rastatt ist die Festung
und das ist Badens Glück.
Refrain
Alt-Heidelberg, du feine,
du Stadt an Ehren reich,
am Neckar und am Rheine,
kein’ and’re kommt dir gleich.
Refrain
In Haslach gräbt man Silbererz,
Bei Freiburg wächst der Wein,
im Schwarzwald schöne Mädchen,
ein Badner möcht’ ich sein.
Refrain
Der Bauer und der Edelmann,
das stolze Militär
die schau’n einander freundlich an,
und das ist Badens Ehr.
Refrain

## Vanjske poveznice
- Badnerlied  Arhivirana inačica izvorne stranice od 27. kolovoza 2009. (Wayback Machine)